# Evropská silnice E52
Evropská silnice E52 je evropskou silnicí 1. třídy. Začíná ve francouzském Štrasburku a končí v rakouském Salcburku. Celá trasa měří 554 kilometrů.

## Trasa
- Francie
  - Štrasburk

- Německo
  - Kehl–Baden-Baden–Karlsruhe–Pforzheim–Stuttgart–Ulm–Augsburg–Mnichov–Rosenheim

- Rakousko
  - Salcburk